# Ровинський Іван Прокопович
Іван Прокопович Ровинський - мелітопольський міський голова у 1878-1890 роках.

## Біографія
Іван Ровінський взяв участь у перших виборах до Мелітопольської міської думи навесні 1873 року і був обраний одним із 42 голосних, отримавши 14 голосів «за» та 12 «проти». На той час він мав чин колезького секретаря.
1878 року помер мелітопольський міський голова Іван Іванович Куликовський, і Іван Ровинський став новим міським головою. На виборах 28 січня 1882 року суперником Івана Ровинського був Нікон Климович Короткий, і більшістю голосів Ровінського було переобрано на другий термін.
10 грудня 1885 року Мелітопольська міська дума обрала колезького секретаря Івана Ровинського Міським головою на третій чотирирічний термін, і 7 січня 1886 року таврійський губернатор офіційно затвердив його на посаді.
Після закінчення третього терміну Іван Ровинський на засіданні міської думи 20 вересня 1890 року відмовився від посади. Новим міським головою був обраний Іван Єгорович Черніков.
Згодом, в 1906—1910 роках, мелітопольським міським головою був Леонід Іванович Ровинський, — ймовірно, сина Івана Прокоповича.